# 上实城上城
上实城上城项目位于重庆市九龙坡区袁家岗地区。整个项目包括住宅、商业、酒店以及写字楼。项目总占地11.3万平米，总建筑面积80万平米。

## 历史
项目建成于2008年12月，是重庆九龙坡区最高建筑及写字楼。上实城上城是目前重庆海拔高度排名第18的大楼，其高度超过渝中区的地标建筑重庆世界贸易中心大楼75米。

## 交通
- 重庆轨道交通2号线袁家岗站